# Pogorzele (Smolniki)
Pogorzele – część wsi Smolniki w Polsce, położona w województwie wielkopolskim, w powiecie konińskim, w gminie Ślesin.
W latach 1975–1998 Pogorzele administracyjnie należały do województwa konińskiego.